# Conservation et restauration des films

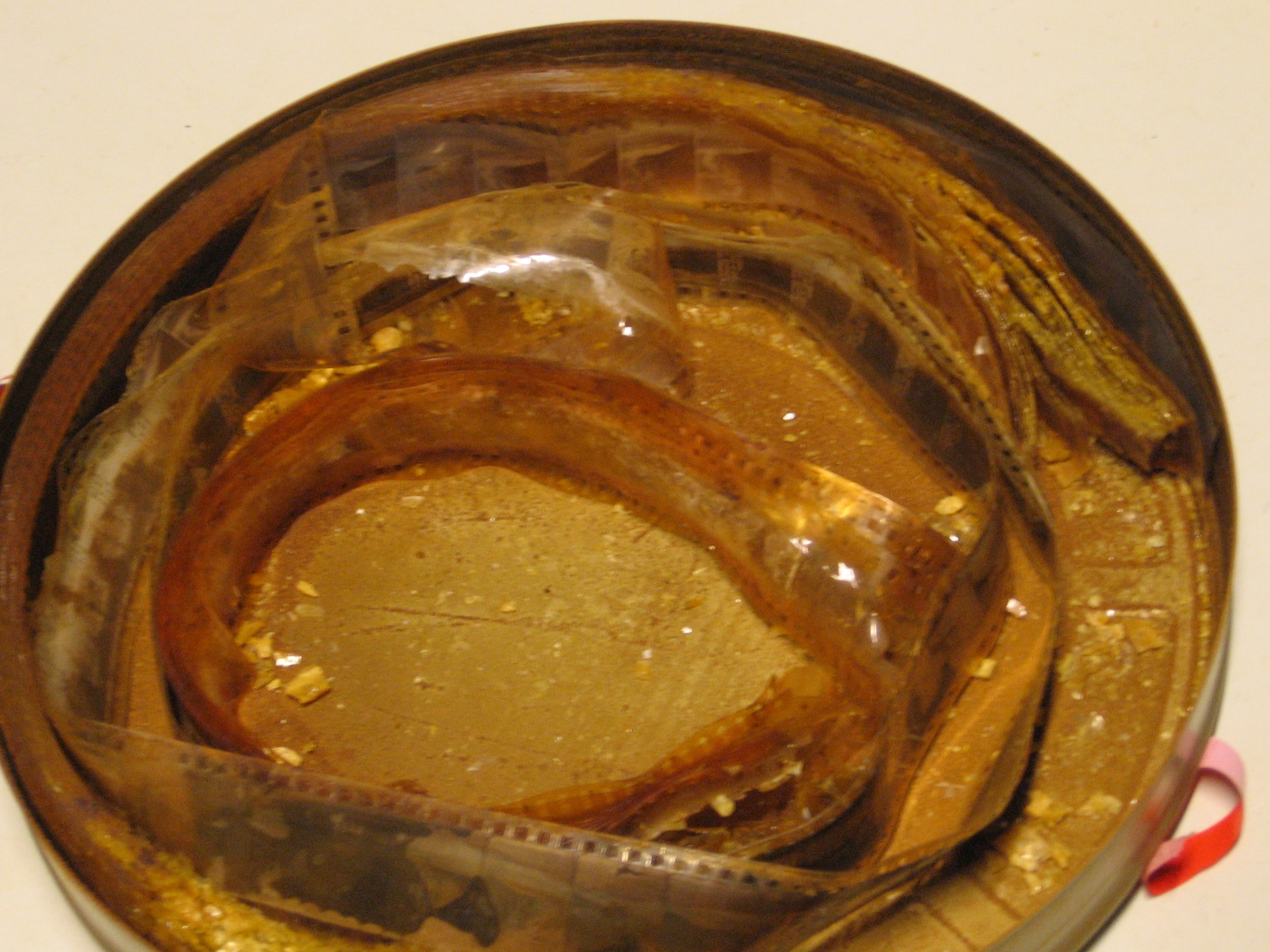
Pellicule de film en nitrate

La conservation et restauration des films présente un certain nombre de difficultés, différentes suivant les types de supports utilisés. 

Pour exister en tant qu'œuvre, un film doit vivre sur l’écran. Restaurer un film consiste à le remettre dans une forme aussi proche que possible de la forme d’origine. Un énorme pourcentage de films muets et sonores d'avant 1950 sont irrémédiablement ou présumés perdus.

## Conserver

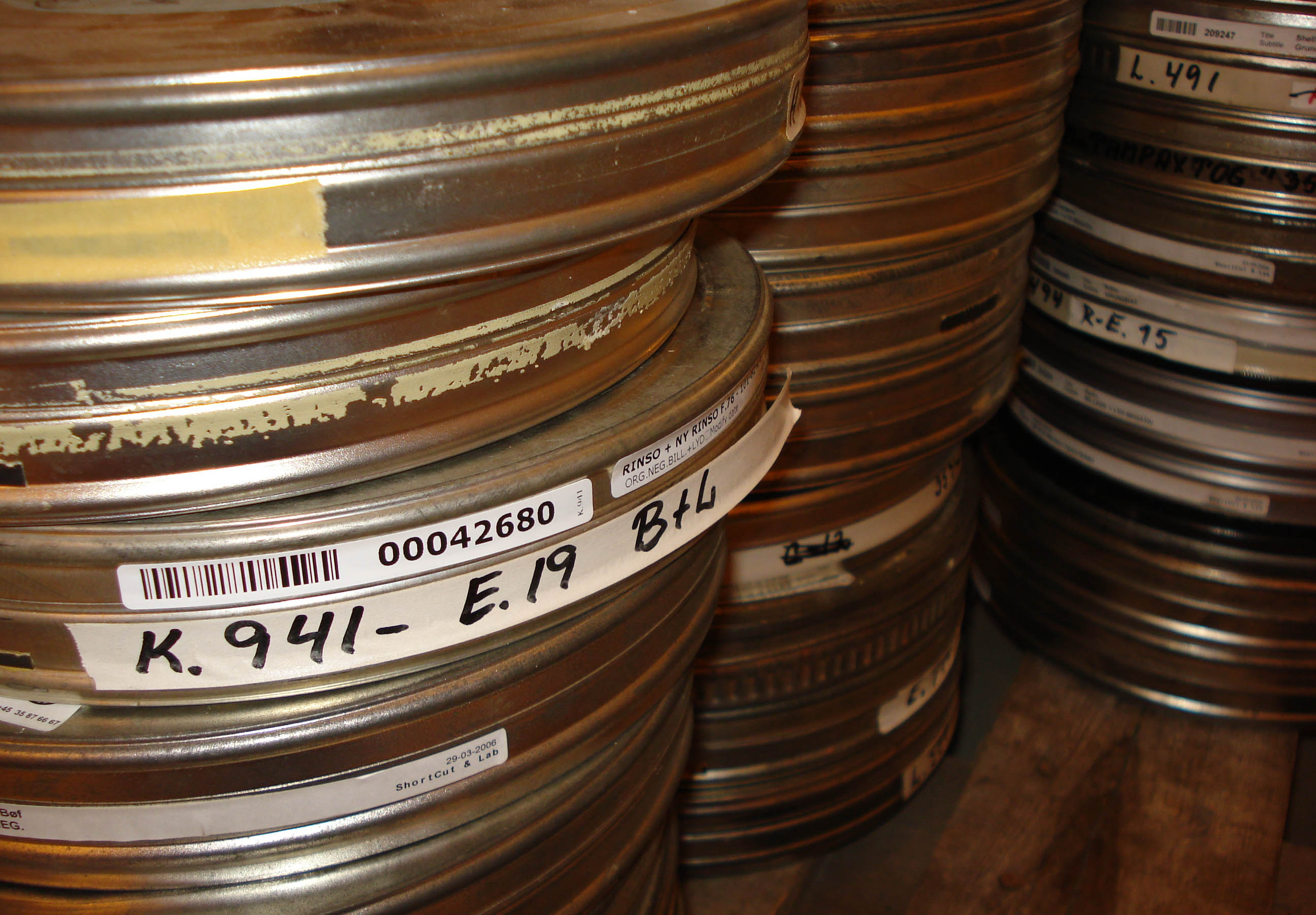
Boites de bobines de 35 mm.

Donner la priorité absolue aux travaux élémentaires liés à la conservation des collections acquises : magasinage, pré-inventaire sur la nature et l'état physique des films, métrage, classement physique, tirage des contretypes de préservation et de positifs de projection, construction, aménagement, climatisation et entretien des dépôts.

## Problèmes liés à la conservation
Il y a plusieurs méthodes de restauration et de conservation, suivant l'origine du film à préserver :
- film noir et blanc, muet ;
- film coloré manuellement ou au pochoir, muet ;
- film parlant ;
- film en couleur ;
- film dont la bande sonore est multicanal ;
- film exclusivement numérique.

### Films photochimiques

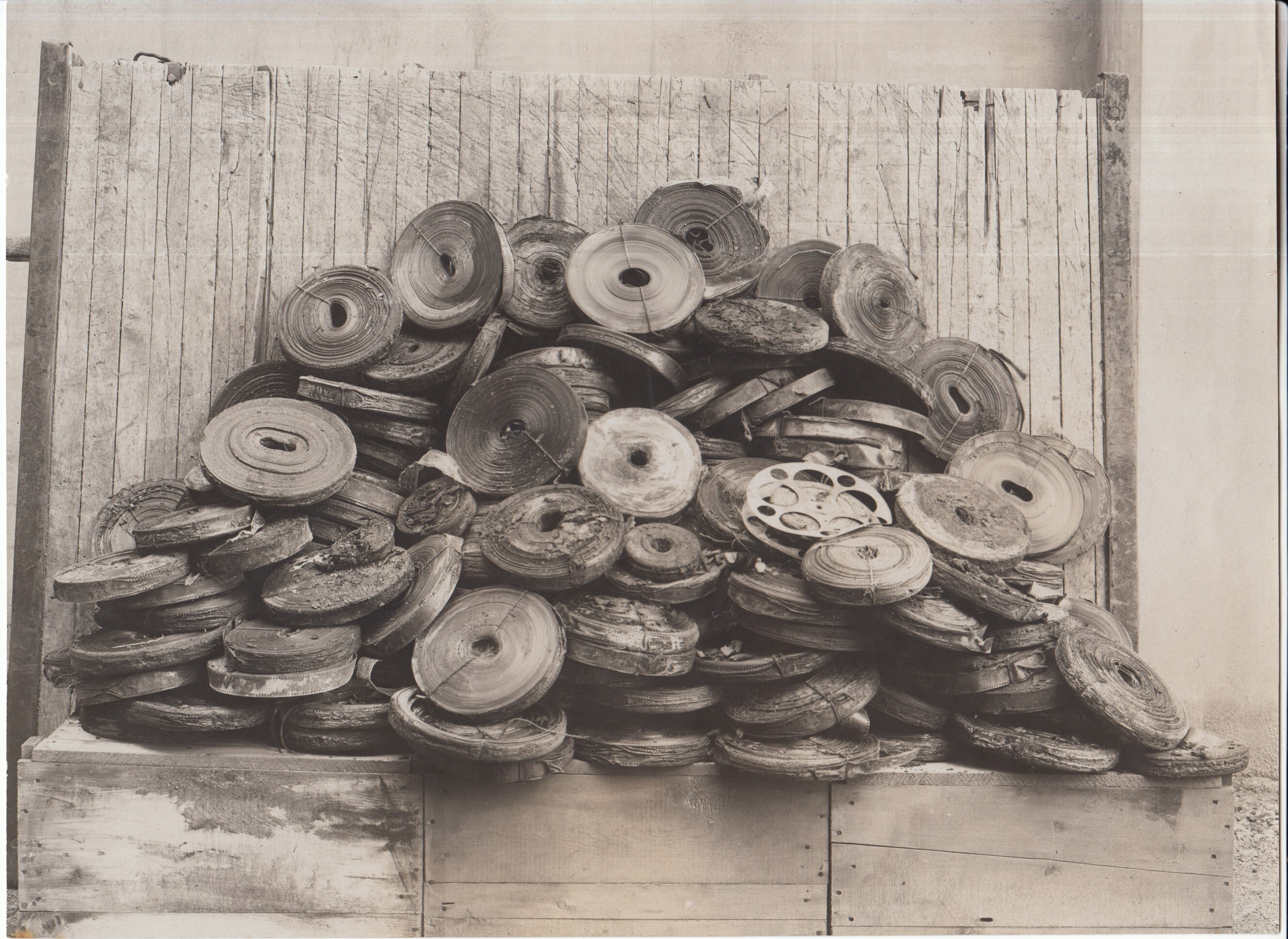
Bobines de films au nitrate mises au rebut.

#### Le film-nitrate
La majorité des films, réalisés jusqu'en 1951 (date à laquelle le film en acétate de cellulose deviendra obligatoire), a été fabriquée sur une pellicule à base de nitrate, extrêmement inflammable (même plongée dans l'eau). À cause du risque qu'ils présentent, ces films sont de nos jours entreposés séparément.

#### Le syndrome du vinaigre
À partir des années 1950, la pellicule nitrate est abandonnée au profit de la pellicule acétate (support dénommé "Security film" ou "Film-sécurité"), nettement moins inflammable. Quelques décennies plus tard, les conservateurs constatent avec horreur que l'acétate se décompose, en dégageant une odeur de vinaigre. La seule solution pour sauver un film est alors d'en tirer une copie.

#### La couleur
Dans les années 1980, un groupe de travail international a donné quelques recommandations:
1. restaurer l'image et le son ;
2. conserver l'image couleur en tirant 3 internégatifs RGB à conserver à une température d'environ 1 à 2 °C, dans un environnement exempt d'humidité ;
3. conserver la bande sonore restaurée sur un support magnétique 35 mm multipistes.

#### Les supports d'avenir
(mai 2019).
Plus de cent ans après l'invention du cinéma, il apparaît que la conservation et la sauvegarde des films pourrait passer par leur numérisation.
En 2012, des expertises sont en cours[réf. souhaitée].

## Restaurer
Dans le cas où existent plusieurs copies d'un même film, un travail de comparaison et de réfection (décollage, nettoyage, suppression des rayures, réparation des perforations, etc.) doit être entrepris pour reconstituer une copie d'archive aussi fidèle que possible à l'œuvre originale.
Certains films - principalement parmi les muets - existent sous une forme lacunaire ou problématique (sans titre original, sans générique, dans un état précaire). Dans ce cas, il faut identifier le film, restituer son origine, son métrage original, ses intertitres, etc. La reconstitution d'un film peut nécessiter de rassembler des matériels éparpillés à travers le monde et d'effectuer des recherches dans des fonds de documentation filmographique.

### Le format
L’image muette, qui remplissait la totalité de la surface du film, a été amputée, fin des années 1920, pour laisser la place à la bande son photographique. Pendant quelques années, c'est sous cette forme carrée que les films furent projetés, mais pour redonner un aspect rectangulaire, on a aussi rétréci la hauteur de l’image et augmenté l’inter-image. Les formats panoramiques, dans les années 1950, ont également diminué la hauteur de l’image.

### La fréquence de l'image
La lecture du son optique rendait indispensable la stabilité rigoureuse de la vitesse de défilement du film, et donc la normalisation de sa cadence de projection. La cadence n'a, historiquement, jamais été fixe : au tournage, avant l’arrivée du moteur, les scènes pouvaient être tournées à des vitesses sensiblement différentes pour des raisons de mise en scène – pour les scènes d’action, par exemple –, dues à la fatigue du cadreur ou les contingences techniques. Le projectionniste lui-même modifiait la vitesse de défilement, parce qu’il trouvait cela mieux, ou pour rattraper du temps sur le programme. La vitesse de projection des films muets était souvent sensiblement plus élevée que la vitesse de prise de vue. Elle tend à augmenter au fil des années. Les studios riches tournaient plus vite, les pauvres moins. Il importe de respecter au plus juste la fréquence d’origine ou, en tout cas, de restituer le plus justement les mouvements.
Le fait de voir des films muets ayant été tournés à une cadence de 16 à 18 images par seconde (IPS) est une pure coïncidence. Cela a donné l’illusion que tous les films étaient tournés à 16 IPS. Il existe des cue sheet (feuilles d’indication), souvent très claires, suggérant des thèmes musicaux, mais aussi la vitesse correcte de défilement d’un film. Ça ne suffit souvent pas à déterminer la vitesse originale. Une des fonctions du projectionniste était de réguler la vitesse de défilement. Mais chacun a un sens du rythme différent. En général, les films doivent défiler à une vitesse qui réduit l’effet de clignotement et qui favorise la fluidité des mouvements. Les films nitrates, hautement inflammables, devaient être projetés moins rapidement, pour éviter l’embrasement. Les films muets étaient couramment projetés à une vitesse bien plus rapide que celle utilisée lors du tournage. [L’auteur revient sur les évolutions du matériel. Les évolutions ont été faites en fonction de la vitesse de projection, habituellement entre 20 et 24 IPS.] Parfois, la vitesse de tournage était sciemment modifiée. Les scènes d’action étaient tournées à une vitesse plus élevée. En conclusion, il n’y a pas de standard pour la vitesse de défilement des caméras durant la période du cinéma muet et, pour des raisons commerciales, la vitesse de projection recommandée ne correspondait parfois même pas à celle de la caméra au moment du tournage.

### La bande sonore
Principalement, la restauration de la bande sonore s'affine avec l'apparition des outils de traitement numériques dans les années 1990.

## Diffuser

### La diffusion dans les médiathèques
La solution théoriquement idéale consiste à projeter le film restauré à l’identique avec un matériel, devenu rarissime, adapté au film muet, en respectant le cadre (utilisation de fenêtre adaptée), la fréquence (utilisation de matériel permettant la vitesse variable). Deux solutions pour la musique : avoir un orchestre en direct au moment de la projection (mieux, mais cher) ou la diffusion d’une musique enregistrée, sur le film ou par synchronisation.

### La diffusion
Pour entrer dans le circuit commercial, le film doit être adapté aux formats en cours. L’image doit être recadrée, parfois mutilée. La cadence est adaptée à 24 images par seconde, ce qu’on appelle le « Stretch Printing » mais qui reste médiocre[réf. souhaitée].